# 本田正重
本田 正重（ほんだ まさしげ、1988年3月5日 - ）は、地方競馬の船橋競馬場千葉県騎手会所属の騎手。勝負服の柄は黄、胴青右襷。東京都江東区亀戸出身。血液型A型。地方競馬教養センター騎手課程第82期生。

## 来歴
小学校では野球チームに入り、中学校ではサッカー部に所属。スポーツ少年として活発に過ごした。友人の影響で、小学6年生から中山競馬場の乗馬クラブに通い始める。
2005年9月29日付けで地方競馬騎手免許を取得（渋谷信隆厩舎所属）。地方競馬教養センター騎手課程第82期の同期には、赤嶺亮、山崎真、別府真衣、森井美香、山本茜などがいる。
同年10月24日第7回船橋競馬1日目第2競走C3五組条件戦8番人気ミンナノユメで初騎乗（10頭立て10着）。
2006年2月16日第11回船橋競馬4日目第6競走4歳条件戦（165万円以上）を8番人気マリコノコで勝利し、37戦目で初勝利（11頭立て）。
この年は7勝をあげる。
2007年11月9日第10回川崎競馬5日目第10競走第7回ローレル賞（SIII）でハオチーザイライに騎乗し、重賞初騎乗（14頭立て14番人気13着）。この年は247回騎乗し13勝をあげる。
2008年1月14日第22回全日本新人王争覇戦出場（11人中6位）。
この年は311回騎乗し16勝。
2009年2月4日第11回船橋競馬3日目第7競走C2五組条件戦を5番人気トミケンソリッドで優勝し、日本競馬史上最高配当額となる三連勝単式1911万円という波乱を演出した。同年7月12日第2回福島競馬8日目第8競走織姫賞（500万下）でシュガータウンに騎乗し、中央競馬初騎乗（12頭立て8番人気11着）。
この年は297回騎乗し22勝。
2010年9月29日千葉マリンスタジアム（愛称: ZOZOマリンスタジアム）において船橋競馬スペシャルナイターとして始球式を行った。この年は227回騎乗し14勝。
2011年は3歳時に重賞を2勝したギャンブルオンミーに騎乗し神楽月特別（A2以下）に勝利するなど高額条件でも活躍。265回騎乗し25勝。
2012年4月3日第1回船橋競馬第2日第11競走爽春特別C2をラブリリックで制し（9頭立て5番人気）、デビューから1566戦目で地方通算100勝を達成した。この年は200回騎乗し19勝。
2013年10月30日第8回船橋競馬3日目第11競走第59回農林水産大臣賞典平和賞 (SIII)をナイトバロンに騎乗し優勝、重賞初勝利をあげる（14頭立て2番人気）。同年12月18日第10回川崎競馬3日目第11競走第64回全日本2歳優駿 (JpnI)で同馬とのコンビで臨んだが、レース前のアクシデントにより出走取消となるも、同年12月29日第15回大井競馬4日目第10競走第59回東京大賞典にてカキツバタロイヤルで統一GI初騎乗（9頭立て5着）を果たす。
この年は271回騎乗し29勝をあげ、自己最多の勝利数となった。
なお、先述の平和賞勝利により、船橋競馬場アタリーナのゴールドキャロッタ像に同騎手の絵馬が追加された。
2014年1月29日第12回川崎競馬3日目第11競走第63回川崎記念でカキツバタロイヤルでJpnI騎乗（11頭立て7着）。同年4月23日第2回大井競馬4日目第11競走第59回羽田盃 (SI)をナイトバロンで臨むも疾病（感冒）でまた取り消しとなるが、同年6月4日第4回大井競馬4日目第11競走第61回東京ダービーで同馬に騎乗し、南関東3冠および、東京ダービー初騎乗を果たした（14頭立て8番人気12着）。
また、同年7月25日には前年のグランダムジャパン古馬シーズン覇者アスカリーブルで園田競馬に遠征し、第10回園田競馬3日目第10競走兵庫サマークイーン賞に騎乗（12頭立て2着）。同馬のグランダムジャパン古馬シーズン連覇 に貢献した。この年は自身も年間に318回騎乗し46勝をあげ、勝率は14.5%と好成績を残し、飛躍を予感させる1年となった。
2015年3月12日第12回船橋競馬第4日第4レースでガラハッド（11頭立て、8枠10番、1番人気、伊藤滋規厩舎）に騎乗し、デビューから2387戦目で通算200勝を達成した。
2017年にヒガシウィルウィンでジャパンダートダービーを優勝し、JpnI初優勝を飾った。
2015年6月1日渋谷信隆調教師の引退に伴い、千葉県騎手会所属となる。
2020年12月21日、浦和競馬第4競走で勝利し、7998戦目で地方通算800勝を達成した。
2023年11月23日、浦和競馬場で行われた第44回浦和記念で、ディクテオンに騎乗予定だったライアン・ムーアが前週の落馬負傷により回避、白羽の矢が立った本田に乗り替わりとなった。当日5番人気ではあったが道中は最後方を追走し、2周目の向こう正面でまくり気味に進出して一気に好位までポジションを上げると、直線で抜け出して2馬身半差の快勝。
地方通算成績は2444戦209勝・2着200回・3着243回・勝率8.552%・連対率16.735%・複勝率26.678%（2015年4月19日現在）
中央競馬1戦0勝

## 主な騎乗馬
- ナイトバロン（2013年平和賞）
- トロヴァオ（2015年ハイセイコー記念）
- ヒガシウィルウィン（2017年ジャパンダートダービー）
- スアデラ（2017年習志野きらっとスプリント）
- ハセノパイロ（2017年ハイセイコー記念）
- ディアデルレイ（2019年埼玉新聞栄冠賞）
- グランモナハート（2019年ロジータ記念）
- ローレライ（2019年東京シンデレラマイル）
- レイチェルウーズ（2019年東京2歳優駿牝馬、2020年ユングフラウ賞）
- リーチ（2020年鎌倉記念）
- マカベウス（2020年平和賞）
- ミゲル（2022年ニューイヤーカップ）
- ファルコンビーク（2022年川崎マイラーズ）
- プライルード（2022年優駿スプリント、アフター5スター賞、2024年川崎スパーキングスプリント）
- ウン（2022年オパールカップ）
- グランパラディーゾ（2022年読売レディス杯）
- ラビュリントス（2023年オパールカップ）
- ディクテオン（2023年浦和記念）
- ミチノアンジュ（2024年ユングフラウ賞）
- マコトロクサノホコ（2024年 東京湾カップ）
- ウィルシャイン（2024年ローレル賞）

出典:

## 各年成績
| 年度   | 1着 | 2着 | 3着 | 騎乗数 | 勝率 | 連対率 | 複勝率 |
| ------ | --- | --- | --- | ------ | ---- | ------ | ------ |
| 2005年 | 0   | 1   | 2   | 22     | .000 | .045   | .136   |
| 2006年 | 7   | 9   | 14  | 140    | .050 | .114   | .214   |
| 2007年 | 13  | 10  | 27  | 247    | .053 | .093   | .202   |
| 2008年 | 16  | 26  | 29  | 311    | .051 | .135   | .228   |
| 2009年 | 22  | 20  | 35  | 297    | .074 | .141   | .259   |
| 2010年 | 14  | 17  | 18  | 227    | .062 | .137   | .216   |
| 2011年 | 25  | 25  | 35  | 265    | .094 | .189   | .321   |
| 2012年 | 19  | 19  | 12  | 200    | .095 | .190   | .250   |
| 2013年 | 29  | 28  | 19  | 271    | .107 | .210   | .280   |
| 2014年 | 46  | 31  | 33  | 318    | .145 | .242   | .346   |
| 2015年 | 18  | 14  | 19  | 146    | .123 | .219   | .349   |
| 2016年 | 79  | 74  | 70  | 520    | .106 | .206   | .300   |
| 2017年 | 104 | 116 | 104 | 666    | .105 | .222   | .327   |
| 地方   | 452 | 432 | 463 | 3276   | .098 | .191   | .291   |
| 中央   | 0   | 0   | 0   | 6      | .000 | .000   | .000   |

（※2017年12月10日現在）